# Efebo di Agrigento
L'Efebo di Agrigento è un kouros di stile severo databile tra il 480 e il 470 a.C. realizzato ad Akragas e conservato presso il museo archeologico regionale di Agrigento..
È considerata uno dei capolavori della scultura greca del V secolo a.C. in Sicilia.

## Descrizione
Opera greca importata o lavorata in Sicilia da artisti greci. La statua raffigura un Efebo stante, ed è alta 102 cm. 
La statua fu ritrovata nel 1897 in una cisterna della Rupe Atenea, acropoli della città di Agrigento, che si affaccia sul vallone attraversato dal fiume Akragas.